# Daniela Tapia
Daniela Tapia Curbelo (La Habana, 29 de abril de 1987) es una actriz cubana, nacionalizada colombiana que actualmente trabaja en la televisión colombiana.

## Biografía
Llegó a Colombia a los 5 años de edad, en compañía de sus padres, Ernesto Tapia —quien también es actor— y Anita Curbelo —bailarina de ballet clásico, actriz y directora de cine—, quienes fueron contratatados para trabajar como artistas en Colombia. A la edad de 11 años regresó a La Habana, Cuba, para realizar estudios de actuación, preparándose con el prestigioso maestro de grandes actores cubanos Humberto Rodríguez, con quien también estudiaron Jorge Perugorría, Corina Mestre, Bárbaro Marín y muchos más, haciendo varias obras de teatro con su grupo Olga Alonso, estudió en la ENIA teatro conjunto con varios talleres de danza, locución y expresión corporal. En España estudió un año en la escuela de Cristina Rota y pasó talleres de clown.

## Trayectoria
En 1995 realizó su primera aparición en la televisión colombiana, en el seriado Reparador de sueños, transmitido por el canal regional Telepacífico, bajo la dirección de su madre. Durante su estancia en Cuba, donde estudió teatro, participó en innumerables obras de teatro, ganando gran experiencia en este campo. En 2006 regresó a la televisión colombiana, realizando papeles en seriados como Tentaciones y Padres e hijos que protagonizó por un tiempo, transmitidos en horario no prime time, pero realizados y transmitidos por el canal Caracol (uno de los más importantes de Colombia y, junto con el Canal RCN, la más férrea competencia de los canales mexicanos Televisa y Azteca en producción y venta de telenovelas en Latinoamérica y Estados Unidos), lo que le permitió darse a conocer no solo a nivel nacional sino también internacionalmente. Sus papeles más conocidos son Damaris en Padres e hijos, Dulce Elena en Madre Luna que protagonizó junto con Amparo Grisales, Arap Bethke, Ana Lucia Domínguez y Alex Sirvent, también interpretó el papel de Gervasia en Doña Bárbara, al lado de la mexicana Edith González,y volviendo a compartir con Arap Bethke que interpreta a Antonio sandoval, su tío en la historia, que anteriormente habían trabajado juntos en la telenovela Madre luna como pareja, interpretando a los personajes de Dulce Elena y Demetrio Aguirre que se enamoran.aunque también ha participado en varias otras producciones de éxito internacional como Flor salvaje para Telemundo.

## Filmografía

### Televisión
| Año       | Título                               | Personaje                | Canal              |
| --------- | ------------------------------------ | ------------------------ | ------------------ |
| 2022      | Leandro Díaz                         | Magdalena Malagón        | Canal RCN          |
| 2021      | La suerte de Loli                    | Tania                    | Telemundo          |
| 2020      | Decisiones: Unos ganan otros pierden | Nicol                    | Telemundo          |
| 2020      | Amor y anarquía                      |                          | Netflix            |
| 2019      | Betty en NY                          | Aura María Andrade       | Telemundo          |
| 2018-2019 | Loquito por ti                       | Tamara                   | Caracol Televisión |
| 2017      | La luz de mis ojos                   | Amira Rebeca Bula Chadid | RCN Televisión     |
| 2015-2016 | Celia                                | Stella                   | RCN Televisión     |
| 2013      | El día de la suerte                  | Yalile                   | RCN Televisión     |
| 2012-2013 | Rafael Orozco, el ídolo              | Chila Cabello            | Caracol Televisión |
| 2012      | Historias clasificadas               | Ep: Oscuro secreto       | RCN Televisión     |
| 2011-2012 | Flor salvaje                         | Inés                     | Telemundo          |
| 2011      | Ternura                              | Rosalía Martínez         |                    |
| 2011      | Amor de Carnaval                     | Titi de la Rosa          | Caracol Televisión |
| 2009-2010 | Bella Calamidades                    | Nicolasa Fragoso         | Telemundo          |
| 2008      | Doña Bárbara                         | Gervasia Sandoval        | Telemundo          |
| 2008      | Victoria                             | Diana                    | Telemundo          |
| 2007      | Madre Luna                           | Dulce Elena Márquez      | Telemundo          |
| 2007      | Padres e hijos                       | Damaris                  | Caracol Televisión |
| 2006      | Tentaciones                          | Usnavy                   | Caracol Televisión |
| 1995      | El Reparador de Sueños               | Princesa                 |                    |

## Reality
| Año  | Título                                        | Rol          | Nota           |
| ---- | --------------------------------------------- | ------------ | -------------- |
| 2023 | Los 50                                        | Participante | 21.ª eliminada |
| 2023 | MasterChef Celebrity (Colombia)               | Participante | Finalista      |
| 2014 | Desafío 2014: Marruecos, las mil y una noches | Participante | 11.ª eliminada |

## Cine
| Año  | Título     | Personaje           | Nota |
| ---- | ---------- | ------------------- | ---- |
| 2013 | El paseo 3 | Sobrina Del Capitán |      |

## Teatro
- 2005 - Andoba (Puesta en Escena) (Personaje: Corina) Dir. Humberto Rodríguez / Grupo Olga Alonso / Teatro Olga Alonso, Cuba.
- 2005 - Mambrú se fue a la guerra (Puesta en Escena) (Personaje: Femeninos) Dir. Humberto Rodríguez / Grupo Olga Alonso / Teatro Olga Alonso, Cuba.
- 2004 - Hamlet (Puesta en Escena) (Personaje: Ofelia) Dir. Humberto Rodríguez / Grupo Olga Alonso / Teatro Olga Alonso, Cuba.
- 2004 - Romeo y Julieta (Puesta en Escena) (Personaje: Julieta) Dir. Humberto Rodríguez / Grupo Olga Alonso / Teatro Olga Alonso, Cuba.
- 2003 - Contigo pan y cebolla (Puesta en Escena) (Personajes: Lala, Lalita, Fefa) Dir. Humberto Rodríguez / Grupo Olga Alonso / Teatro Olga Alonso, Cuba.
- 2003 - La Moira (Puesta en Escena) (Personaje: Atropos) Dir. Humberto Rodríguez / Grupo Olga Alonso / Teatro Olga Alonso, Cuba.
- 2002 - Un tranvía llamado Deseo. (Personaje: Stella) Dir. Humberto Rodríguez / Grupo Olga Alonso / Teatro Olga Alonso, Cuba.
- 2002 - María Antonia (Puesta en Escena) (Personaje: Mujer de la cadena) Dir. Humberto Rodríguez / Grupo Olga Alonso / Teatro Olga Alonso, Cuba.
- 2001 - Réquiem por Yarini (Puesta en Escena) (Personaje: La Santiaguera) Dir. Humberto Rodríguez / Grupo Olga Alonso / Teatro Olga Alonso, Cuba / 2001.
- 2001 - Santa Camila de La Habana Vieja (Puesta en Escena) (Personaje: Camila) Dir. Humberto Rodríguez / Grupo Olga Alonso / Teatro Olga Alonso, Cuba.